# マリー・ルイーズ・ドルレアン
マリー・ルイーズ・ドルレアン（Marie Louise d'Orléans, 1662年4月26日 - 1689年2月12日）は、スペイン王カルロス2世の最初の王妃。スペイン語名はマリア・ルイサ・デ・オルレアンス（Maria Luisa de Orléans）。

## 生涯

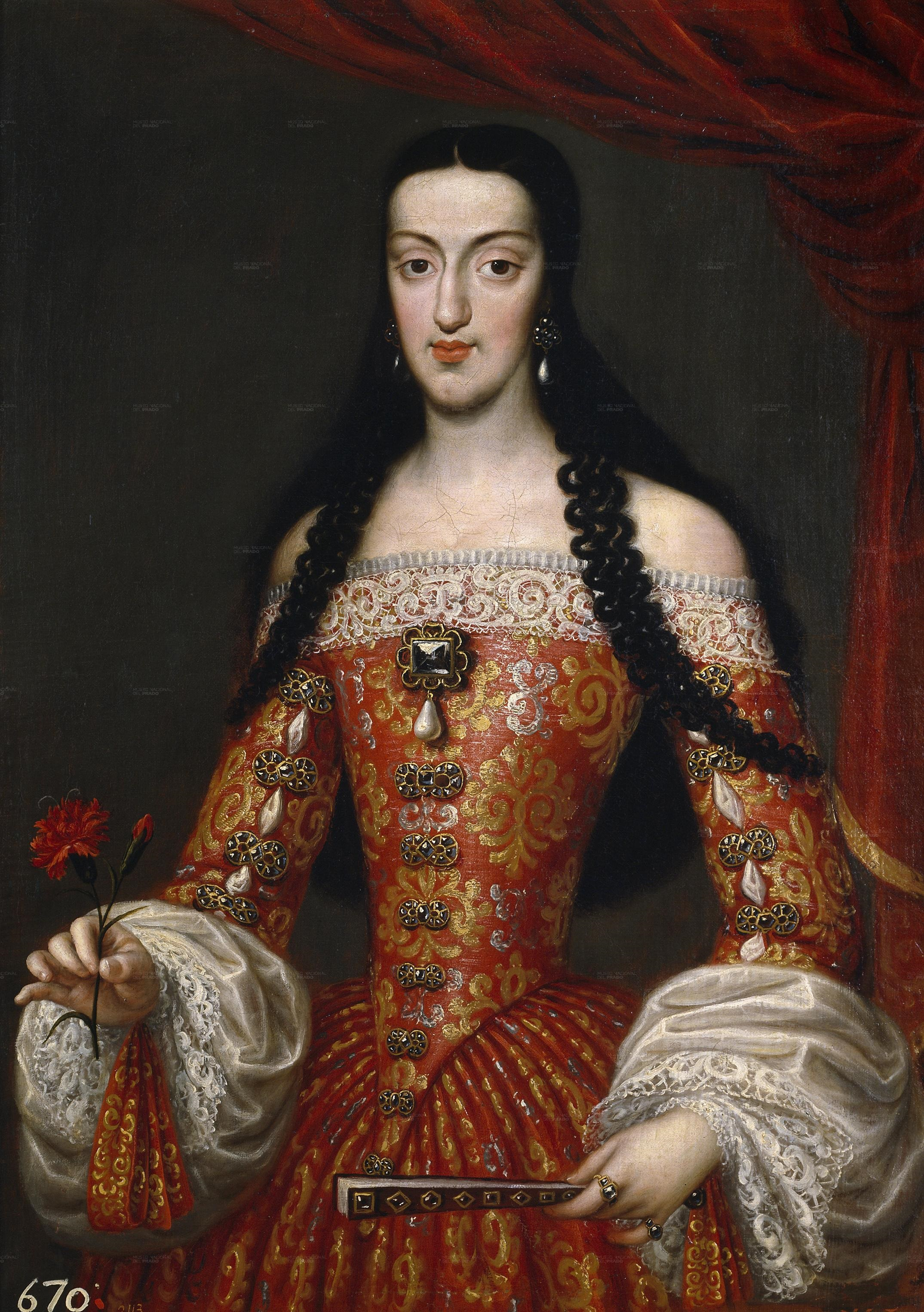
マリー・ルイーズ・ドルレアン

オルレアン公フィリップ1世とヘンリエッタ・アン・ステュアートの長女。1679年にカルロスと結婚したが、子供に恵まれなかった。
結婚式ではその美しさがもてはやされたが、精神障害の夫との愛のない結婚生活のせいで憂鬱症に苦しみ、病的なまでに肥満したという。わずか26歳で急死したが、子供ができなかったせいで、義母マリアナに毒殺されたと、根拠のない噂が流れた。